# 陽秀院
陽秀院（ようしゅういん）は、愛知県名古屋市中区大須2丁目15-7にある曹洞宗の寺院。山号は隣松山。本尊は木造十一面観世音菩薩坐像。
境内にある紙張地蔵（かみはりじぞう、紙張地蔵尊）で知られている。もとは大光院の塔頭であり、現在は大光院の末寺。毎月28日は陽秀院と大光院の縁日であり、陽秀院には多くの参拝者が訪れる。大須秋葉殿という別名がある。平和公園には陽秀院墓地がある。

## 歴史

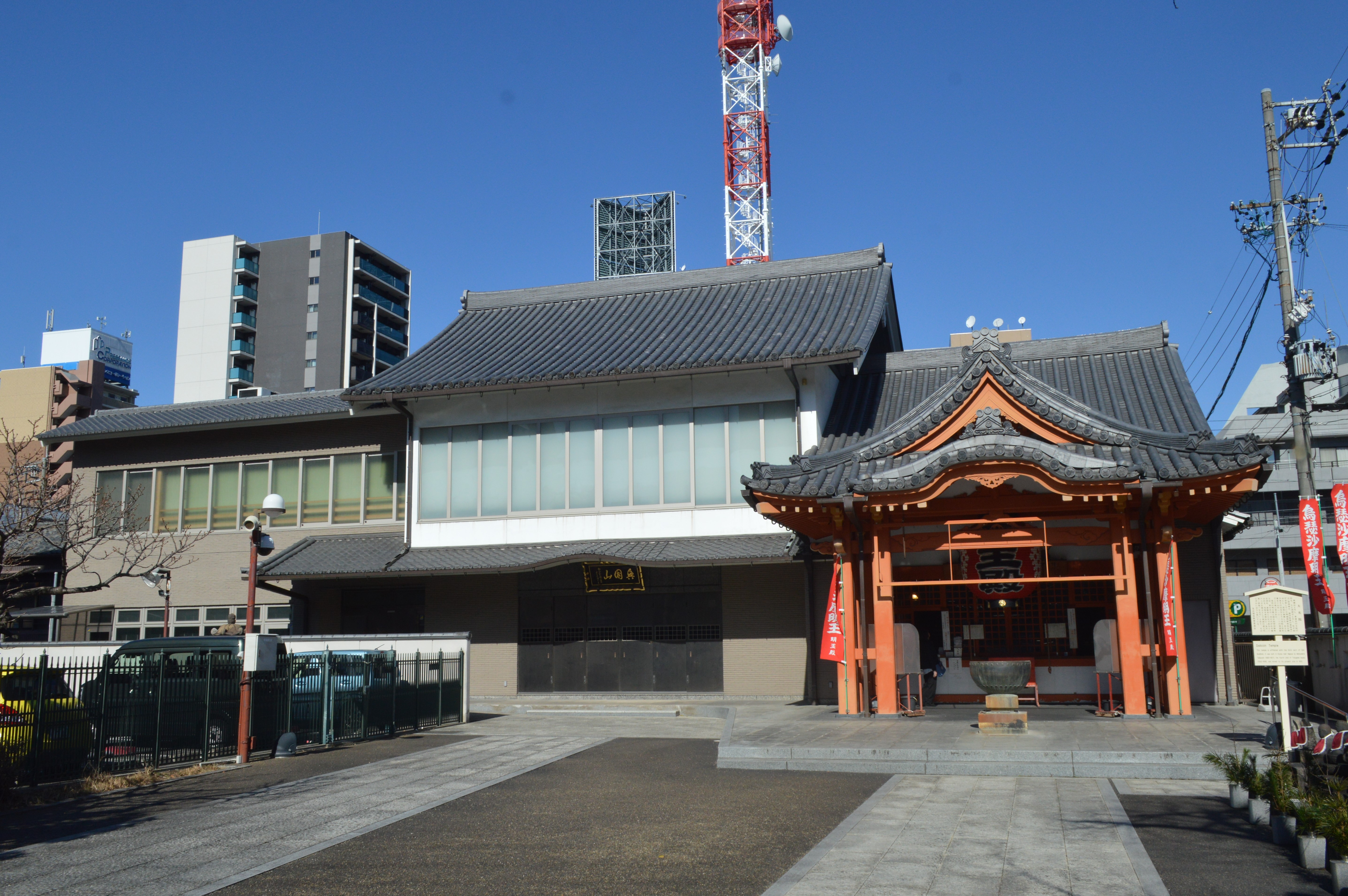
大光院

創建
寛永年間（1624年-1644年）、大光院2世の大菴護奕の弟子である葉室嶺奕大和尚によって開基された。寛永11年（1634年）、娘の腫瘍に悩む檀家が夢でお告げを受け、陽秀院の地蔵に紙を貼って祈願すると治ったという。
近代
藩政期には平僧地（曹洞宗における小院）だったが、慶応4年（1868年）には大光院30世の大薩祖梁によって法地（普通寺院）に昇格した。明治時代以後の住所は門前町2丁目。1915年（大正4年）から1916年（大正5年）ごろの境内には、本堂、庫裏、地蔵堂、総門などがあった。
現代
1945年（昭和20年）3月19日の名古屋大空襲では大須の多くの寺院も焼失したが、陽秀院の山門と地蔵は焼失を免れた。教育学者の芥子川律治（中京女子大学教授）は陽秀院の紙張地蔵尊に基づいた物語を執筆し、1984年（昭和59年）に名古屋市が発行した『続・名古屋の伝説』に収録された。

## 境内
- 本堂
- 山門
- 紙張地蔵 - 地蔵堂に鎮座。
- 千射地蔵 - 地蔵堂に鎮座。
- 加藤元秀府君之碑 - 尾張藩の藩医だった加藤元秀の顕彰碑。
- 阿武松緑之助碑 - 大相撲力士の阿武松緑之助の顕彰碑。
- 寺号標 - 寄進者は中村遊廓の一徳の楼主である森鉄太郎。

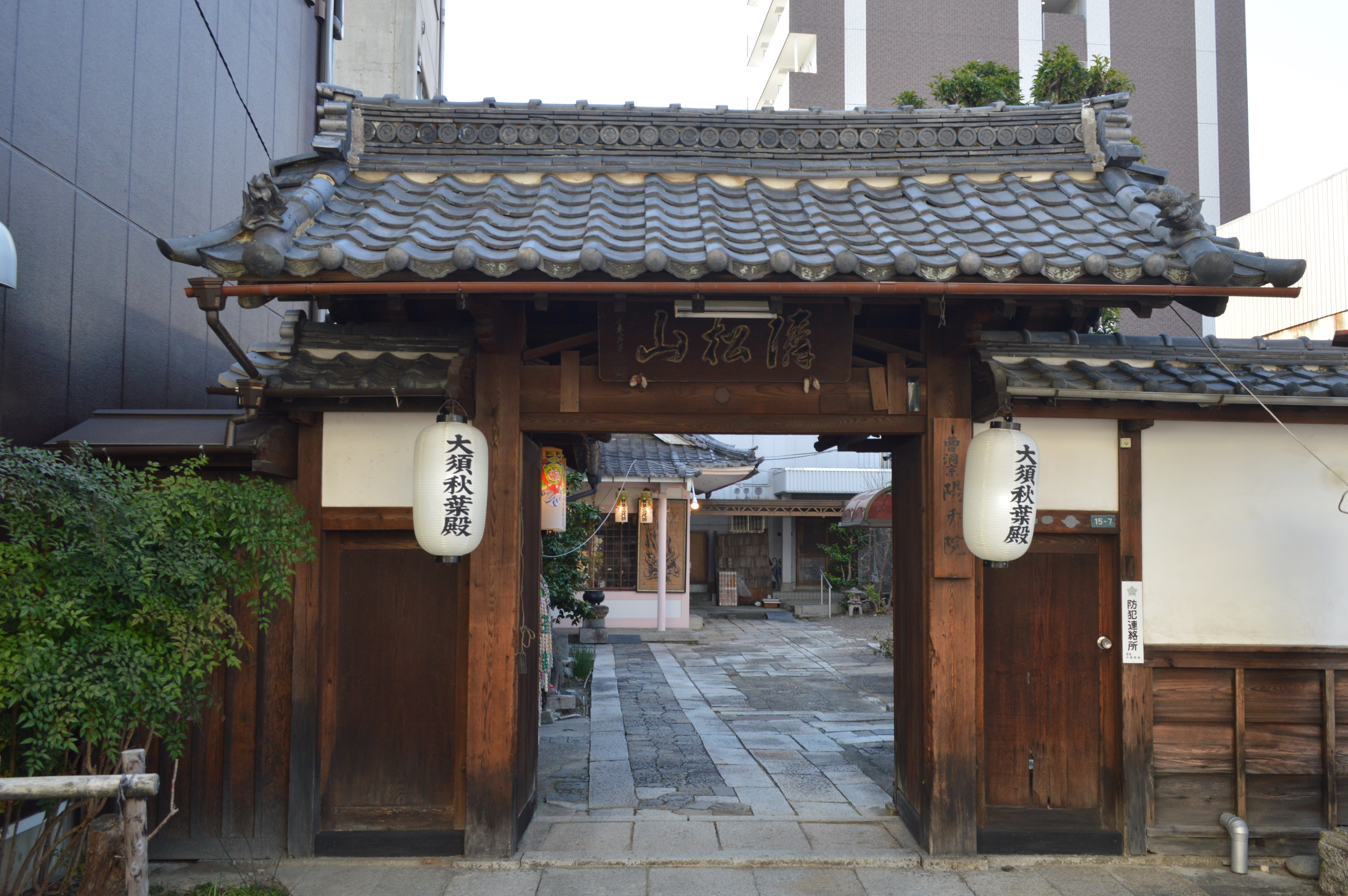
山門
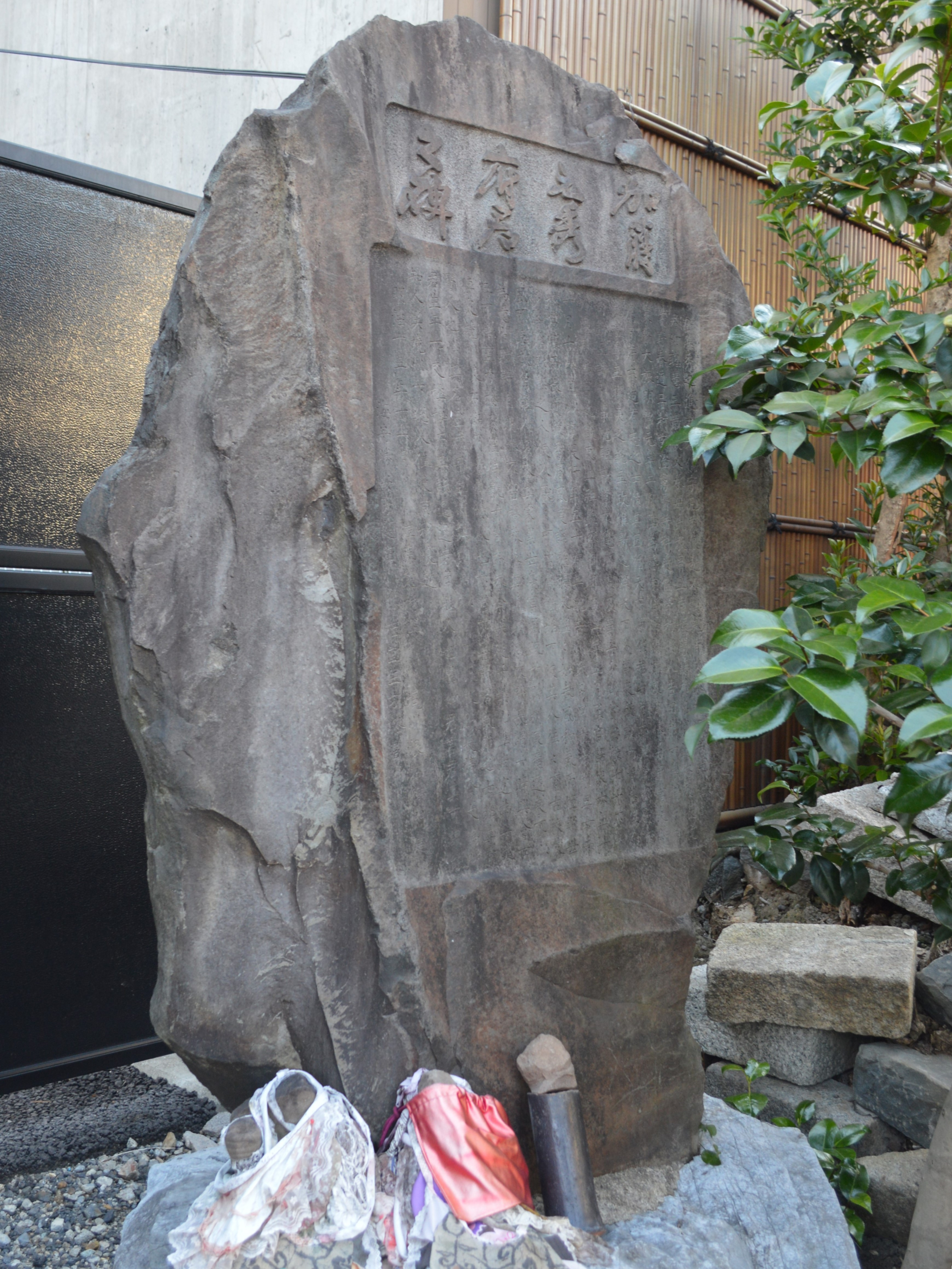
加藤元秀府君之碑
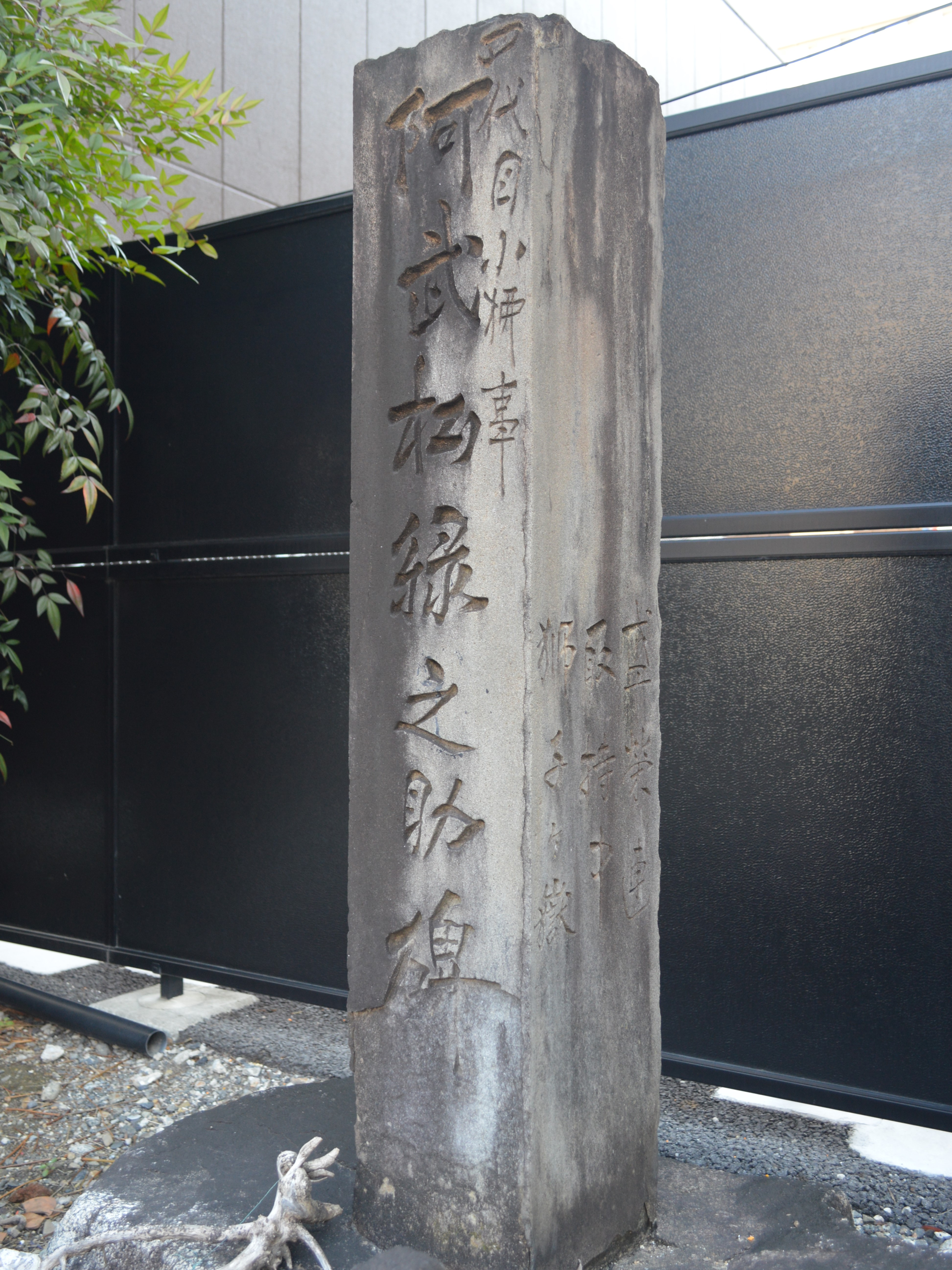
阿武松緑之助碑
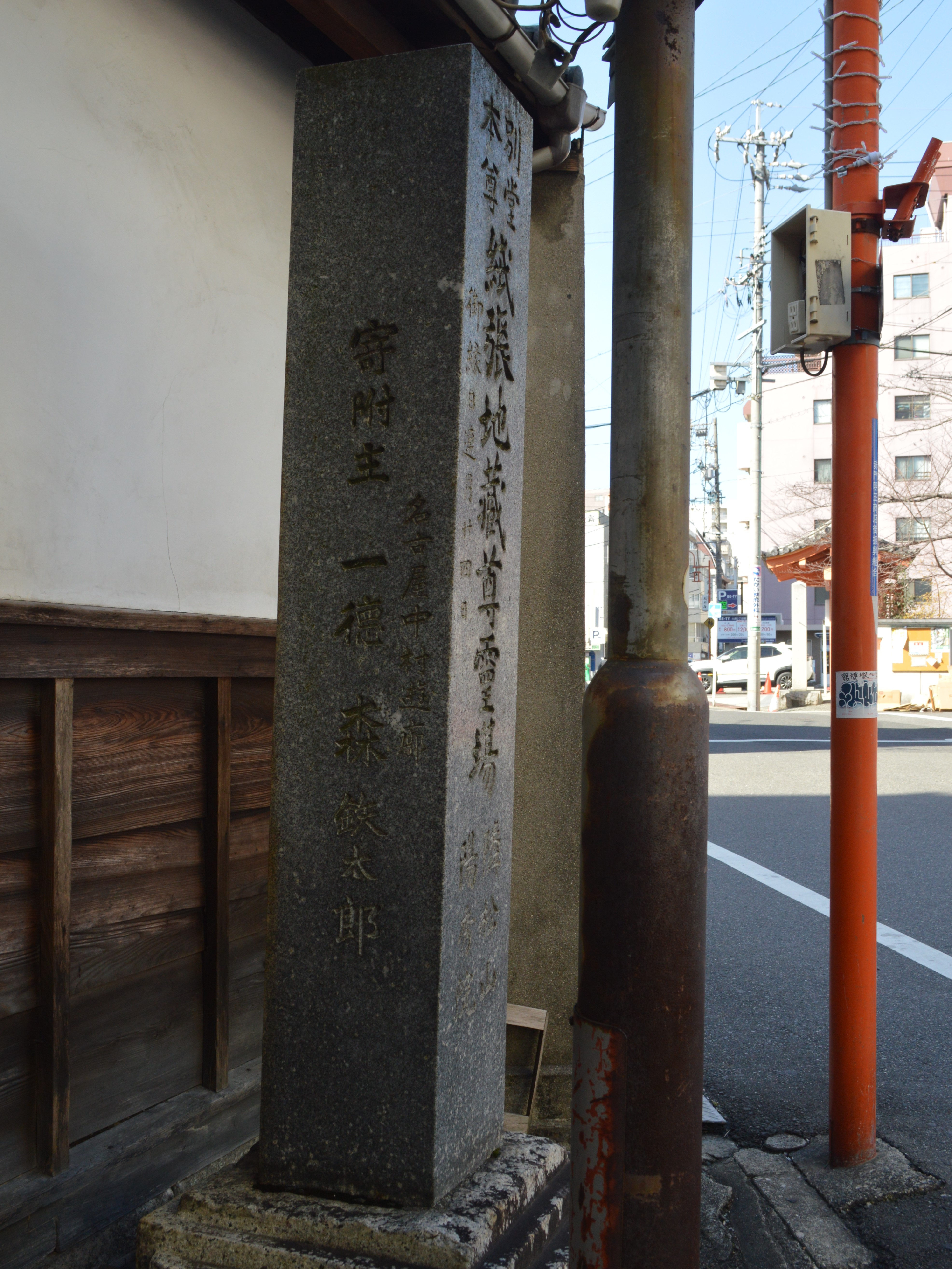
寺号標